# Eduard Gisbert i Amat
Eduard Gisbert i Amat (Barcelona, 29 de desembre de 1935) és un polític català, alcalde del Masnou de 2003 a 2011.
Es graduà en peritatge mercantil i es dedicà a la promoció del comerç exterior i exportació. Va ser director general de l'Asociación Multisectorial de Empresas (AMEC). L'any 1965 participà en la fundació del club d'atletisme Cornellà Atlètic i en fou president durant deu anys. Anà a viure al Masnou l'any 1976 i aquell mateix any s'afilià al Partit dels Socialistes de Catalunya (PSC).
L'any 1979 es va presentar al Masnou a les eleccions municipals amb la llista del PSC. En el consistori de 1979-1983 va ser regidor en substitució del seu company Claudi Bravo Huarte. Després, entre 1995 i 1999, va ser en el govern de coaliació de Convergència i Unió (CiU) i el PSC, ocupant la regidoria de Promoció econòmica. A partir de l'any 1999 va liderar el grup municipal del PSC des de l'oposició.
L'any 2003 va ser proclamat alcalde del Masnou, gràcies als vots del PSC, Esquerra Republicana de Catalunya (ERC) i Iniciativa per Catalunya - Els Verds (ICV-EUiA), formant una coalició que va posar fi a 24 anys de governs de Convergència i Unió, que havia guanyat les eleccions de nou però sense majoria absoluta. A les eleccions municipals de 2007 va tornar a encapçalar la llista del PSC que, per primera vegada al Masnou, va ser la candidatura més votada en unes eleccions municipals. D'aquesta manera, va ser elegit alcalde per al mandat 2007-2011, ja només amb el suport d'ICV-EUiA.
Durant els seus dos mandats (2003-2011) es van construir equipaments com el centre d'atenció primària (CAP) d'Ocata, dues escoles bressol públiques, el centre cívic Els Vienesos, la ludoteca del parc de Pau Casals, i les ampliacions de la Biblioteca Joan Coromines, el Casal de Gent Gran de Can Mandri i de les escoles Lluís Millet i Rosa Sensat. També es va construir el nou edifici municipal que acull l'Oficina d'Atenció Ciutadana (OAC) i diversos departaments municipals, i es va dur a terme la transformació del Mercat Vell.
L'any 2011 va decidir abandonar la política i no presentar-se a les noves eleccions municipals.